# Adli (Einheit)
Das Adli war ein Längenmaß in Georgien.
- 1 Adli = 1021,65 Millimeter
- 100 Adli = 147 Brabanter Ellen = 102165 Millimeter

Nebenbetrachtung:
- 1 Brabanter Elle (Brüssel) = 695 Millimeter